# Carlos Chandía
Pour les articles homonymes, voir Alarcon.
Carlos Chandía Alarcón est un arbitre de football chilien né le 14 novembre 1964 à Chillán au Chili.

## Carrière d'arbitre
Carlos Chandía est arbitre international depuis 2001.
Il a officié en tant qu'arbitre pendant les tournois suivants :
- Phase qualificative de la coupe du monde de football 2006 et 2010
- Coupe des confédérations 2005
- Copa América 2007
- Coupe du monde des clubs 2005

Il n'a pas officié pendant la Coupe du monde de football 2006 mais y a tout de même participé en tant qu'arbitre remplaçant au sein d'un groupe dit « de soutien et de développement » pour éventuellement pouvoir suppléer un arbitre titulaire en cas de blessure ou maladie par exemple.